# Maj 2007
| Maj 2007 |
| Månader under 2007: Januari · Februari · Mars · April · Maj · Juni · Juli · Augusti · September · Oktober · November · December ← December 2006 · Januari 2008 → |

- Nicolas Sarkozy vinner franska presidentvalet över Ségolène Royal. (6 maj)
- Nordirland återfår sitt självstyre. Den nya koalitionsregeringen leds av DUP:s Ian Paisley som försteminister och Sinn Féins Martin McGuinness som vice försteminister. (8 maj)
- José Ramos-Horta vinner presidentvalet i Östtimor. (9 maj)
- Storbritanniens premiärminister Tony Blair tillkännager att han tänker avgå den 27 juni, när Labourpartiet har utsett en efterträdare. (10 maj)

- Serbiens bidrag Molitva med Marija Šerifović vinner 'Eurovision Song Contest i Helsingfors, Finland.[1] (12 maj)
- Kanada tar guld vid världsmästerskapet i ishockey för herrar i Ryssland genom att vinna med 4-2 över Finland i finalen (13 maj)
- Nicolas Sarkozy svärs in som Frankrikes president. (16 maj)
- François Fillon utses till Frankrikes nye premiärminister. (17 maj)
- Paul Wolfowitz meddelar att han från den 30 juni kommer avgå som ordförande för Världsbanken, efter kritik om att otillbörligt ha gynnat sin flickvän som arbetade inom organisationen. (17 maj)

- Klipperskeppet Cutty Sark i Greenwich eldhärjas. (21 maj)
- AC Milan vinner Champions League genom att slå Liverpool FC med 2-1 i finalen. (23 maj)

### Fotnoter
1. ↑  Georg Cederskog (13 maj 2007). ”Stolt serbisk schlagersegrarinna”. Dagens nyheter. http://www.dn.se/kultur-noje/musik/stolt-serbisk-schlagersegrarinna/. Läst 11 september 2016.